# 良岑高成
良岑 高成（よしみね の たかなり）は、平安時代の貴族（武士）。良岑季高の子。平忠盛側室の父。別名・立木田高成。従五位下 - 上総守。尾張国二宮大縣神社大宮司。

## 良岑高成
良岑高成は良岑季高の子で、桓武天皇皇子である良岑安世を祖とする良岑氏の系統である。
官位は従五位下 - 上総守（じゅうごいのげ - かずさのかみ）。父の跡を継いで尾張国丹羽郡郡司となる。立木田家は代々尾張国二宮大縣神社の大宮司も務めてきたという。
高成の娘は、桓武天皇皇子葛原親王の子孫で平清盛の父である平忠盛の側室であるとされ、『良岑氏系図』では高成の娘と忠盛の間に平忠度が生まれている。 また高成の子の前野高長は良岑氏流前野氏の祖 であり、主な良岑氏流前野氏の人物には、前野宗康、(前野宗吉)、前野長康 、前野忠康などがいる。また尾張国の土豪でもある前野家が尾張に拠点を置いていたのは、良岑家が代々尾張国丹羽郡の郡司であった影響である。

## 良岑氏
良岑氏は桓武天皇と百済永継の子である良岑安世を祖とする氏族で、種別としては皇別に分類される。本貫は山城国で、後裔には児玉丹羽氏・良岑氏流前野氏などがある。

## 系譜
- 父：良岑季高
- 母：尾張成喜の娘
- 妻：上総広常娘
  - 男子：原高春、（原太夫、左衛門太夫、従五位下。子に原高重、原高直、原奉高）
  - 男子：立木田高義、（丹羽郡大領、従五位下。子に立木田高光、立木田高俊、稲田景高）
  - 男子：前野高長
  - 男子：下野高弘（上野権介、従五位下。子に川井高基、土佐高光、上野高助、大野高守、上野経高、智賢）
  - 女子：平忠盛室（平忠度生母？）